# Biwabik (Minnesota)
Biwabik es una ciudad ubicada en el condado de St. Louis en el estado estadounidense de Minnesota. En el Censo de 2010 tenía una población de 969 habitantes y una densidad poblacional de 36,85 personas por km².

## Geografía
Biwabik se encuentra ubicada en las coordenadas 47°32′25″N 92°20′32″O / 47.54028, -92.34222. Según la Oficina del Censo de los Estados Unidos, Biwabik tiene una superficie total de 26.3 km², de la cual 23.24 km² corresponden a tierra firme y (11.63%) 3.06 km² es agua.

## Demografía
Según el censo de 2010, había 969 personas residiendo en Biwabik. La densidad de población era de 36,85 hab./km². De los 969 habitantes, Biwabik estaba compuesto por el 97.83% blancos, el 0.1% eran afroamericanos, el 0.72% eran amerindios, el 0.31% eran asiáticos, el 0% eran isleños del Pacífico, el 0.31% eran de otras razas y el 0.72% pertenecían a dos o más razas. Del total de la población el 0.93% eran hispanos o latinos de cualquier raza.